# Dr. Glas
Dr. Glas er en dansk/svensk film fra 1968.
- Manuskript Mai Zetterling.
- Instruktion Mai Zetterling og David Hughes efter en roman af Hjalmar Söderberg.

Blandt de medvirkende kan nævnes:
- Per Oscarsson
- Lone Hertz
- Lars Lunøe
- Bendt Rothe
- Helle Hertz
- Marie-Louise Coninck
- Annemette Svendsen